# 節 (單位)
節是一個速率單位，定義為每小時海里數，等於1.852km/h（海里的標準）。ISO標準及电气电子工程师学会使用單位符號為kn，而亦有常用kt，是一個專用於航海的速率單位，後延伸至航空方面，相當於船隻或飛機每小時所航行的海里數。需要注意，由于飛機位於不同的大氣條件下飛行，航空儀表指示空速的節可能會與真實速度有所不同。

## 定義
1節的速度為：
- 每小時1海里（Nm/h）（節的定義）[1][2][3][4]
- 每秒0.5144444米（m/s）
- 每小時1.852公里（km/h）
- 每小時1.150779448英里（mph）

|          | m/s      | km/h     | mph      | 節       | ft/s     |
| -------- | -------- | -------- | -------- | -------- | -------- |
| 1 m/s =  | 1        | 3.6      | 2.236936 | 1.943844 | 3.280840 |
| 1 km/h = | 0.277778 | 1        | 0.621371 | 0.539957 | 0.911344 |
| 1 mph =  | 0.44704  | 1.609344 | 1        | 0.868976 | 1.466667 |
| 1 節 =   | 0.514444 | 1.852    | 1.150779 | 1        | 1.687810 |
| 1 ft/s = | 0.3048   | 1.09728  | 0.681818 | 0.592484 | 1        |

（粗體字的數值是精確值）

## 來歷
直至19世紀（一說為16世紀）为了計算船的航行速度，水手們想出辦法，在一根長繩上打很多結（英語：knot）然後在船尾隨水流放下，通過計算一定時間内沖走的結的個數來計算船速。每個結的距離為47英尺3英寸（14.4018米）（百分之一海里），水手會用30秒的沙漏（現時因海里有國際標準而使用28秒）去計算移動速度，每一個結為「一節」。
海里是航海上的長度單位，每小時航行1海里的速度稱作1節。海里原指地球子午線上緯度1分的長度，由於地球略呈橢球體狀，因此在不同緯度的1分其實弧度略有差異。在赤道上1海里約為1,843米；在緯度45°約為1,852.2米，在兩極約為1,861.6米。1929年國際水文地理學會議，通過以1分的平均長度1,852米（或6,076.115英尺）作為1標準海里長度，目前已為國際上所採用。

## 註腳
1. ↑  「早在16世紀，海上航行已相當發達……有一位聰明的水手想出一個妙法，他在船航行時向海面拋出有繩索的浮體，再根據一定時間裏拉出的繩索長度來計船速。」[3]